# Terytorium Missouri
Terytorium Missouri (ang. Territory of Missouri) – zorganizowane terytorium inkorporowane USA istniejące w latach 1812–1821.

## Historia
Terytorium Missouri istniało początkowo pod nazwą Terytorium Luizjany, jednak zmieniono jego nazwę, by nie myliła się z nowo powstałym stanem Luizjana, który dołączył do Unii 30 kwietnia 1812 roku. Na mocy konwencji amerykańsko-brytyjskiej wytyczono granicę Terytorium z brytyjską Ziemią Ruperta na równoleżniku 49°N. Traktat florydzki z Hiszpanią z 1819 roku ustalił granice południową i zachodnią: w zamian za część Terytorium Hiszpania zrzekła się Florydy Zachodniej i Wschodniej.
4 lipca 1819 roku z terenów na południe od 36°30' wydzielono Terytorium Arkansas, zaś 10 sierpnia 1821 wydzielono stan Missouri, likwidując jednocześnie Terytorium Missouri. Terytoria niezorganizowane, obejmujące późniejsze stany Iowa, Nebraska, obie Dakoty, większość Kansas, Wyoming i Montana oraz części Kolorado i Minnesoty, pozostały bezimienne.
W 1834 roku terytoria na wschód od Missouri przyłączono do Terytorium Michigan, kolejne obszary odłączały się od tych ziem: Iowa (1838), Minnesota (1849), terytoria Kansas i Nebraska (1854), Colorado i obie Dakoty (1861), Idaho (1863), Montana (1864) i Wyoming (1868).